# Мавзолей Жансеїта
Мавзолей Жансеїта — архітектурна пам'ятка кипчацького періоду (XII століття). Розташований у Жездинському районі Карагандинської області Казахстану, на березі річки Кара-Кенгір. Має у плані квадратну форму. Фундамент викладений із каменю, верх, частина споруди з обпаленої цегли. Стіна з вхідним отвором зазвичай спрямовано П.-З. Фасад та купол зруйновано, добре збереглися три стіни. Довжина північної та південної стін 9,8, східної та зах. — 8,35 метрів. Висота стін від 2,5 до 3,5 метрів. За 10 метрів від мавзолею знайшли сліди печей для випалу цегли.